# Salomão da Hungria

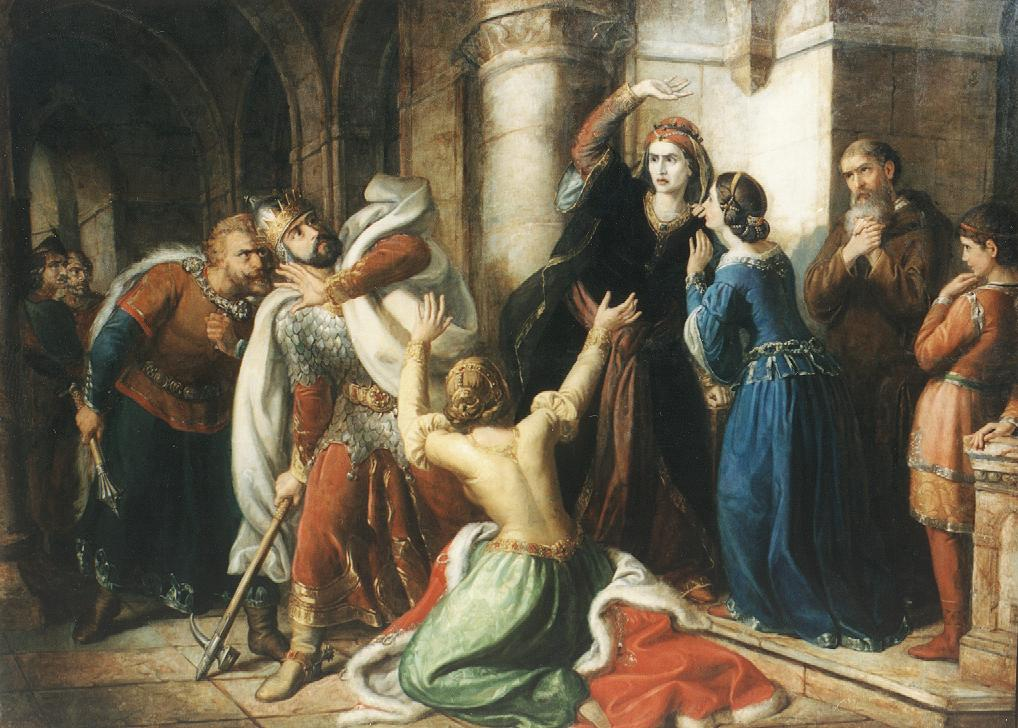
Salomão da Hungria.

Salomão da Hungria, também conhecido como Salomon em húngaro, nasceu em 1052 e assumiu o trono da Hungria em 1063, governando o reino até a sua morte em 1087. Filho de André I, a sua ascensão ao poder consolidou a posição da dinastia real húngara. Durante o seu reinado, Salomão desempenhou as funções e responsabilidades inerentes à posição de monarca. Contudo, ao fim da sua vida, ele não deixou descendentes, o que impossibilitou a passagem direta do trono para um herdeiro. Como resultado, o poder foi transmitido ao seu primo, Geza, que o sucedeu como rei da Hungria. Este episódio evidencia a importância das ligações familiares e do sistema de sucessão na estrutura do poder monárquico húngaro do século XI.

## Árvore genealógica da Casa de Arpades
|-